# Viňkivci
Viňkivci (ukrajinsky Віньківці, rusky Виньковцы – Viňkovcy) jsou sídlo městského typu v Chmelnycké oblasti na Ukrajině. K roku 2019 v nich žilo přes šest tisíc obyvatel.

## Poloha a doprava
Viňkivci leží na Kaljusu, levém přítoku Dněstru. Od Chmelnyckého, správního střediska oblasti jsou vzdáleny přibližně sedmdesát kilometrů jižně.
Nejbližší nádraží je v obci Dunajivci přibližně čtyřicet kilometrů západně.

## Dějiny
Obec byla založena v roce 1493. V letech 1927–1938 se jmenovala Zatonsk k poctě sovětského politika Volodymyra Petrovyče Zatonského. V průběhu druhé světové války byla obec od 11. července 1941 do 27. března 1944 obsazena německou armádou. Od roku 1957 má status sídla městského typu.
V letech 1923–2020 byly Viňkivci správním střediskem Viňkiveckého rajónu (v letech 1927–1938 nazývaného Zatonský).